# Świetlino
Świetlino (deutsch Schweslin, früher Schweßlin oder Schwesslin) ist ein Dorf im Verwaltungsbezirk Landgemeinde Łęczyce (Lanz) in der polnischen Woiwodschaft Pommern und gehört zum Powiat Wejherowski (Neustädter Kreis).

## Geographische Lage
Das Dorf liegt in Hinterpommern, an der Leba, in der Nähe der früheren Grenze zu Westpreußen, etwa 30 Kilometer südöstlich der Stadt Leba an der Ostsee, 13 Kilometer nordöstlich von Lauenburg in Pommern, 20 Kilometer westlich von Wejherowo (Neustadt in Westpreußen) und vier Kilometer ostnordöstlich von  Łęczyce (Lanz).

Schweslin (Schwesslin), nordnordöstlich von Lauenburg in Pommern und westlich der Stadt Neustadt in Westpreußen, auf einer Landkarte von 1910

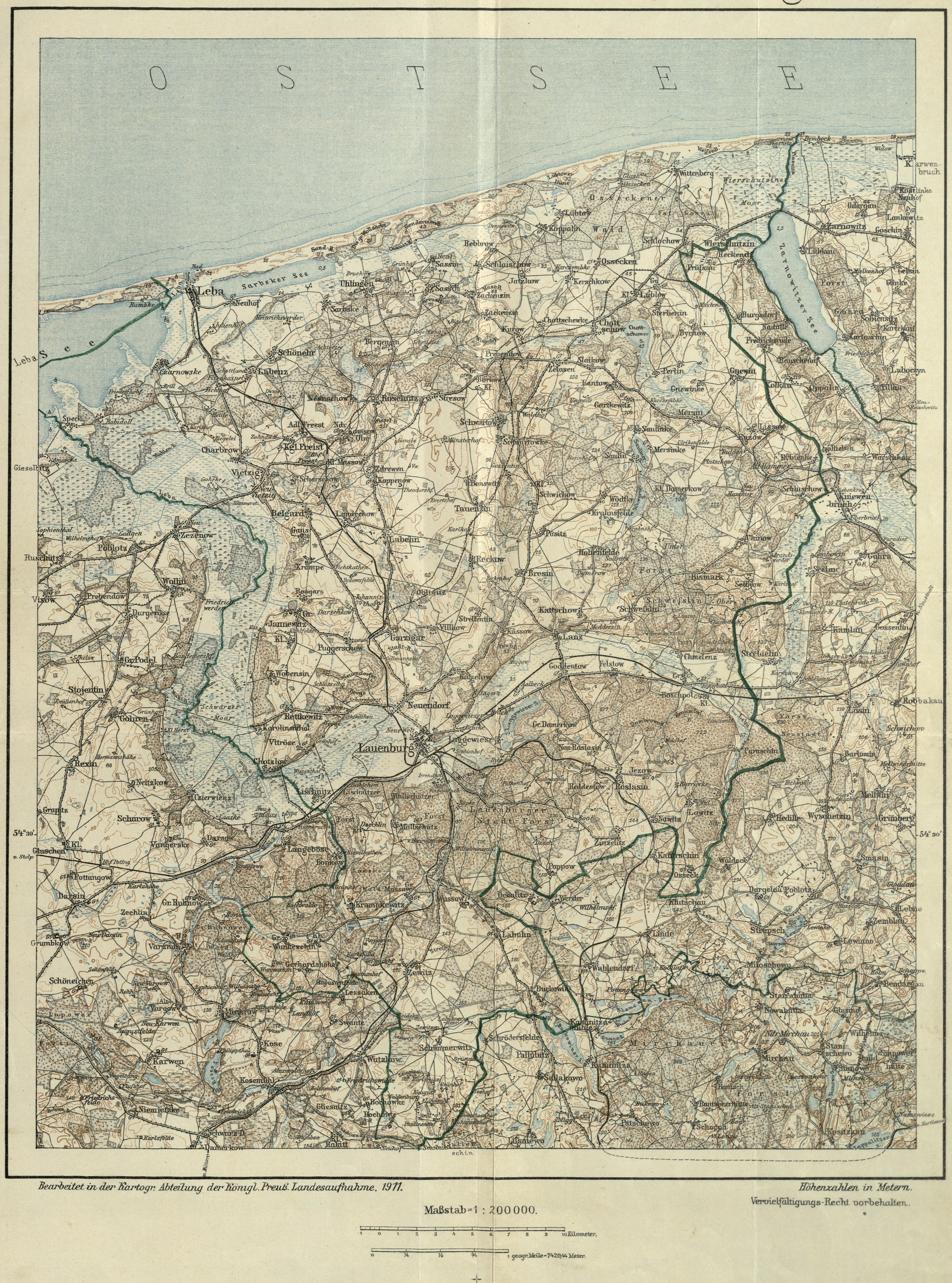
Schweslin, ostsüdöstlich der Stadt Leba an der Ostsee, nordöstlich der Stadt Lauenburg in Pommern und südlich des Zarnowitzer Sees, auf einer Landkarte von 1911

## Geschichte
Zur Zeit des Deutschen Ordens wurde zeitweilig zwischen den Nachbarorten Swislin Nadol  und Swislin Ragor (Nieder und Hoch Schweslin) unterschieden; in den Zinstabellen von 1437 wird nur noch Swislin Nadol aufgezählt. Schweslin ist immer ein fiskalisches Dorf gewesen,  das angrenzende Forstrevier unterstand der unmittelbaren Aufsicht des Hauptmanns von Lauenburg.
Das Amtsdorf Schweslin des königlichen Amts Lauenburg hatte um 1780 einen Oberförster, der einen Bauernhof besaß, einen Freischulzen, zehn Bauern, einen Freibauern, einen Büdner, der als Schulmeister fungierte, und 17 Feuerstellen (Haushaltungen); ebenfalls zur Ortschaft gehörte die Meddersiner Mühle, eine Erbwassermühle, in der die Einwohner von Schweslin Zwangsmahlgäste waren.
Anfang der 1930er Jahre hatte die Landgemeinde Schweslin eine Flächengröße von 7,1 km². Innerhalb der Gemeindegrenzen standen insgesamt 57 bewohnte Wohnhäuser an neun verschiedenen Wohnstätten:
1. Hermannsthal
2. Meddersiner Mühle
3. Radtkehof
4. Scharfenberg
5. Schweslin
6. Vorwerk Seehof
7. Waldhof
8. Wiesenthal
9. Ziegelei

Das Dorf Schweslin war kreisförmig angelegt worden, die Dorfstraße wurde „der Ring“ genannt.
Um 1935 gab es in Schweslin unter anderem zwei Gasthöfe, eine Schmiede und eine Stellmacherei.
Bis 1945 bildete Schweslin eine Landgemeinde im Landkreis Lauenburg in Pommern im Regierungsbezirk Köslin der preußischen Provinz Pommern im Deutschen Reich. Der Ort war Sitz des Amtsbezirks Schweslin.
Gegen Ende des Zweiten Weltkriegs besetzte Anfang März 1945 die Rote Armee die Region. Bald darauf wurde der Kreis Lauenburg von der Sowjetunion zusammen mit ganz Hinterpommern der Volksrepublik Polen zur Verwaltung überlassen. Anschließend begann die Zuwanderung polnischer Zivilisten, von denen die einheimischen Dorfbewohner aus ihren Häusern und Gehöften gedrängt wurden. Der Ortsname Schweslin wurde zu Świetlino polonisiert. In der darauf folgenden Zeit wurden die Alteinwohner Schweslins von der polnischen Administration aus Schweslin vertrieben.

### Demographie
| Jahr | Einwohner | Anmerkungen                                                                                      |
| ---- | --------- | ------------------------------------------------------------------------------------------------ |
| 1818 | 269       | Dorf, königliche Besitzung                                                                       |
| 1822 | 285       | Amtsdorf, mit dem Katen Spruth und der Meddersiner Wassermühle                                   |
| 1852 | 511       | Dorf                                                                                             |
| 1867 | 513       | am 3. Dezember, Landgemeinde                                                                     |
| 1871 | 550       | am 1. Dezember, Landgemeinde, davon 542 Evangelische, sieben Katholiken und ein sonstiger Christ |
| 1910 | 509       | am 1. Dezember, davon 469 in der Landgemeinde und 40 im Forstgutsbezirk                          |
| 1925 | 453       | darunter 418 Evangelische und 25 Katholiken                                                      |
| 1933 | 461       | [ 10 ]                                                                                           |
| 1939 | 461       | [ 10 ]                                                                                           |

## Kirche

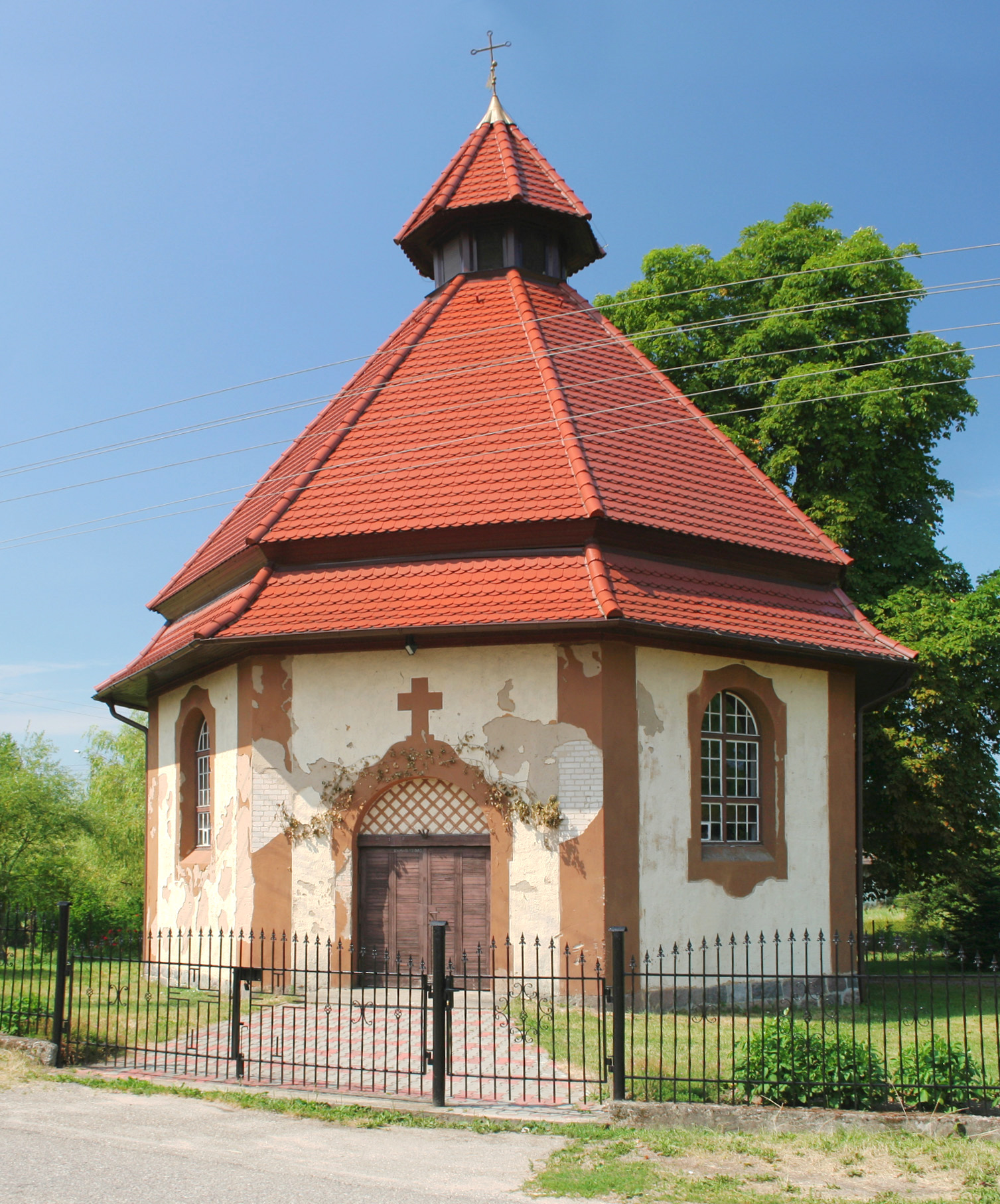
Dorfkapelle (2011)

### Kirchspiel bis 1945
Die vor 1945 hier lebenden Dorfbewohner gehörten mit großer Mehrheit der evangelischen Konfession an. Das evangelische Kirchspiel war in Bresin.
Das katholische Kirchspiel war in Lauenburg in Pommern.

### Polnisches Kirchspiel seit 1945
Die seit 1945 und Vertreibung der einheimischen Dorfbewohner anwesende polnische Einwohnerschaft ist überwiegend katholisch.
Hier lebende evangelische Polen sind dem weit entfernten Pfarramt der Kreuzkirchengemeinde in Stolp in der Diözese Pommern-Großpolen der Evangelisch-Augsburgischen Kirche in Polen zugeordnet, deren nächstgelegene Predigtstätte in Lębork (Lauenburg in Pommern) ist.

## Persönlichkeiten
- Arthur Will (1848–1912), deutscher Politiker, Mitglied des Preußischen Abgeordnetenhauses und des Deutschen Reichstags, kaufte 1886 einen Bauernhof in Schweslin,[11] wurde hier Gemeindevorsteher und fungierte von Oktober 1903 an bis zu seinem Tod als Amtsvorsteher des Amtsbezirks Schweslin[12]